# Dicranomyia illustris
Dicranomyia illustris là một loài ruồi trong họ Limoniidae. Chúng phân bố ở miền Tân bắc.